# Dammsee (Nadrensee)
Der Dammsee ist ein See bei Nadrensee im Landkreis Vorpommern-Greifswald in Mecklenburg-Vorpommern.
Das etwa 5 Hektar große Gewässer befindet sich im Gemeindegebiet von Nadrensee, wobei der Ort Nadrensee am östlichen Ufer liegt. Der See hat keinen natürlichen Abfluss. Es gibt jedoch einen Zufluss in Form eines Grabens, der vom Schmiedesee verläuft. Die maximale Ausdehnung des Dammsees beträgt etwa 420 mal 180 Meter.